# Barthélemy van Eyck

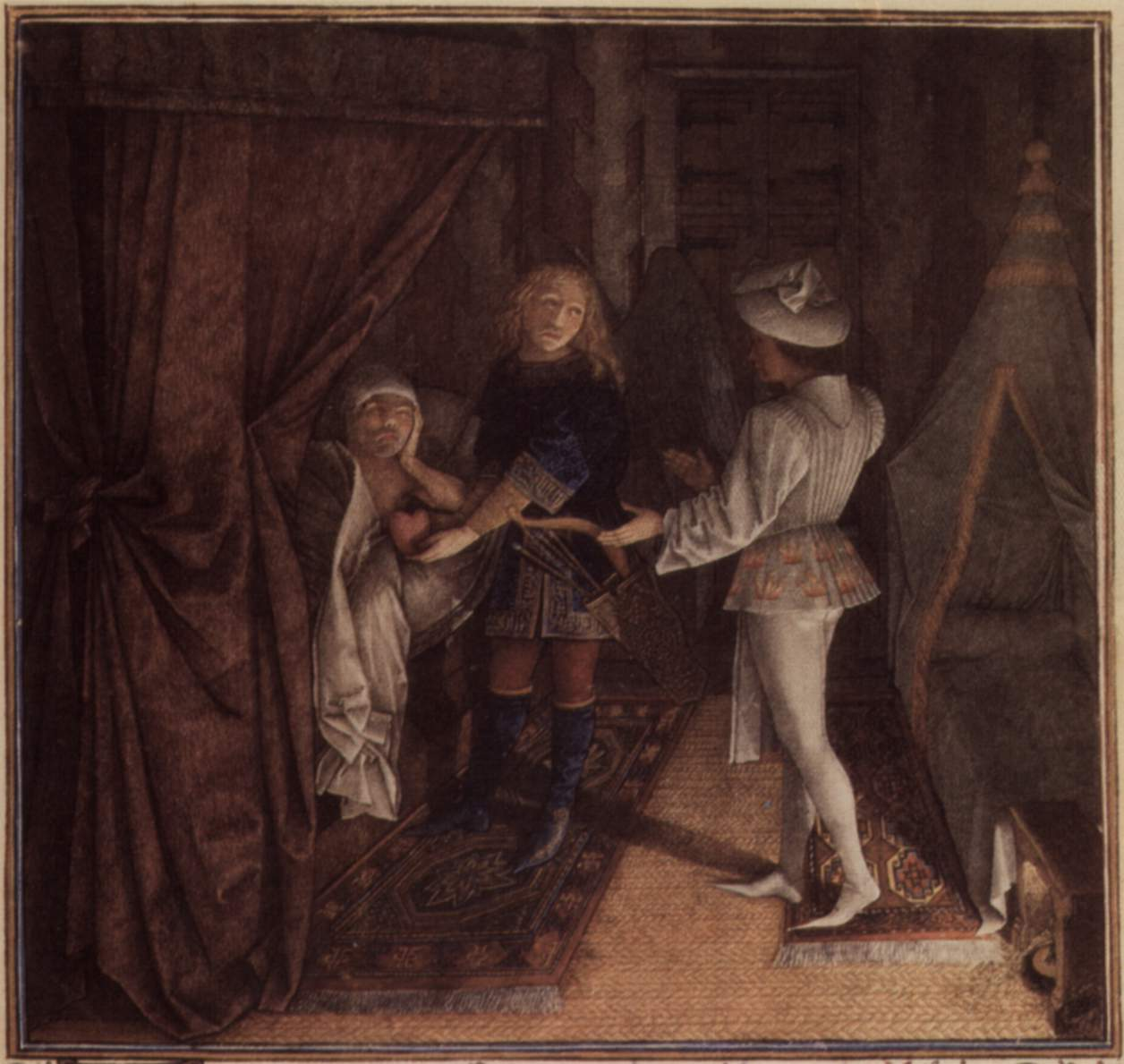
Livre du Coeur d'Amours espris van R. d'Anjou, Österreichische Nationalbibliothek Ms. 2597, Wenen

Barthélemy van Eyck was een miniaturist en kunstschilder afkomstig uit het Nederlandstalige gedeelte van het prinsbisdom Luik die vooral werkzaam was in Frankrijk in Anjou en in de Provence in dienst van René I van Anjou. Hij was actief tussen 1444 en 1470. Er zijn geen werken van hem gedocumenteerd, maar de kunsthistorici hebben verscheidene werken van voorheen anonieme meesters aan hem toegeschreven.

## Biografie
Er is weinig of geen biografische informatie over deze kunstenaar bekend. Wel is bekend dat Barthélemy een zoon was van Ydria Exters, afkomstig van Maaseik, wiens tweede echtgenoot Pierre du Billant werd genoemd, een verfransing van ‘Van Bylandt’. Billant werkte sedert 1440 in Aix-en-Provence als schilder en borduurwerker voor René d’Anjou.
Vanaf 1447 tot 1467 vindt men in de rekeningen van René d’Anjou regelmatig betalingen aan Barthélemy van Eyck en volgens Smeyers zou hij al eerder tussen 1438 en 1442 met René d’Anjou in Napels hebben verbleven.
Barthélemy moet hoog in de gunst gestaan hebben bij René d’Anjou want de hertog liet in verscheidene van zijn kastelen en residenties ateliers met speciaal meubilair voor Barthélemy installeren, dicht bij zijn eigen appartementen. Dit blijkt uit een inventaris van 1447 voor zijn kasteel in Tarascon en uit een inventaris van 1462 voor het paleis in Aix-en-Provence en de residentie van de hertog in Marseille, maar ook in Kasteel van Angers was volgens een inventaris van 1471-1472 speciaal meubilair voorzien in la chambre du petit retrait du roy.
Uit het vorige valt op te maken dat hij nog in leven was in 1472, maar hij moet kort daarna tussen 1475 en 1480 gestorven zijn, want in een brief uit die periode aan Jehanne de la Forest, de weduwe van de schilder, vraagt René om hem de "pourtraistures de feu Berthelemy" te bezorgen die in haar bezit waren gebleven. Om welke werken het ging is niet geweten, met "pourtraistures" werden tekeningen bedoeld, maar het getuigt alleszins van werken gemaakt door Barthélemy en geeft aan dat hij toen overleden was.

## Stijl

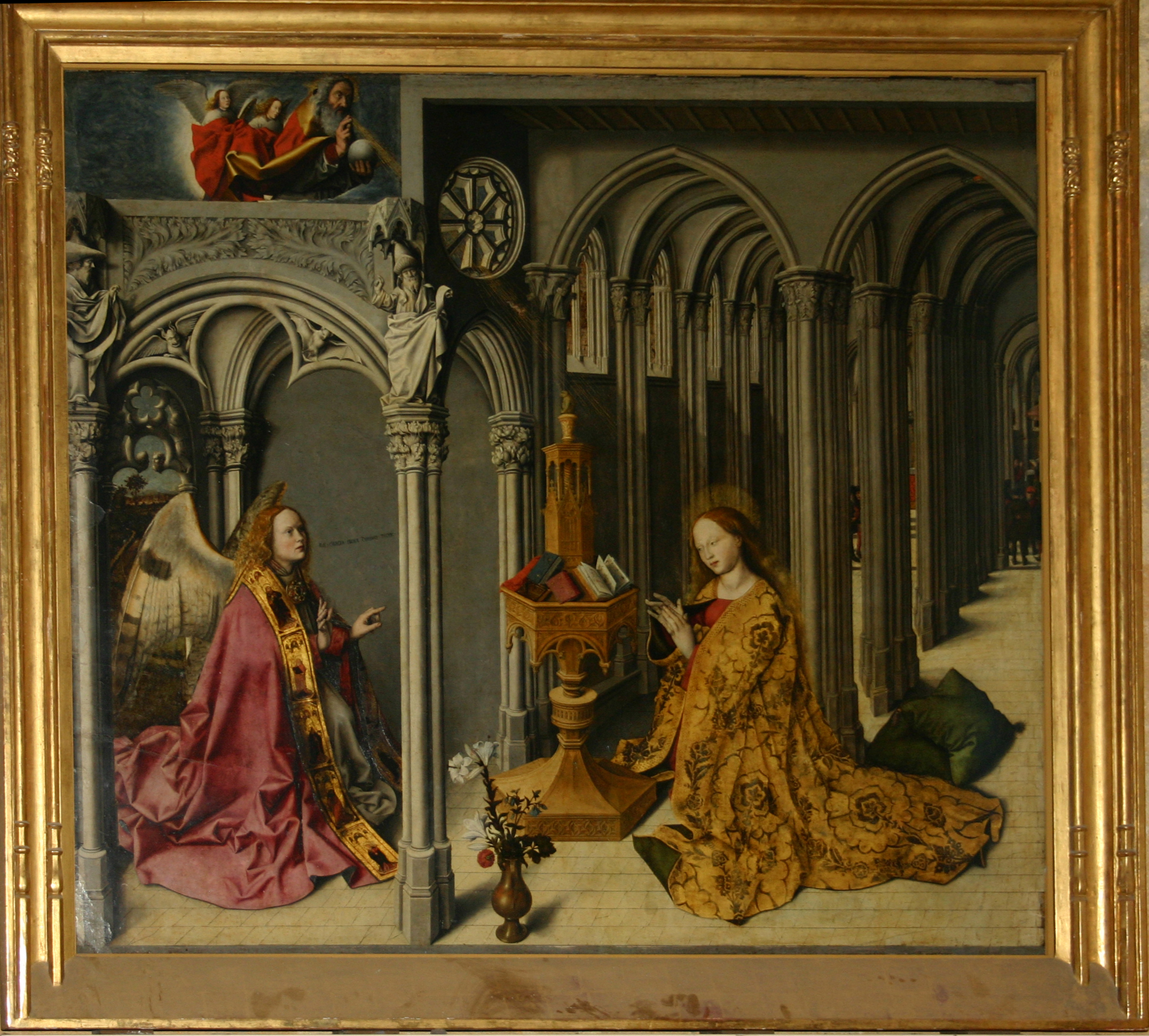
Middendeel van het Annunciatietriptiek van Aix, olieverf op paneel, Église de la Madeleine, Aix-en-Provence

Zoals hoger gezegd kan geen enkel werk via historische documenten aan Barthélemy van Eyck worden toegeschreven, maar sinds de jaren 1980 is er stilaan consensus gegroeid onder de kunsthistorici over de toewijzing van een aantal werken, voordien verbonden met noodnamen aan Barthélemy van Eyck. De namen die men vroeger bezigde waren onder meer de ‘Meester van René van Anjou’, de ‘Meester van de annunciatie van Aix’, de ‘Meester van de schaduwen’ en de ‘Meester van de Coeur d’Amour épris’. Door sommige kunsthistorici werden bepaalde werken toegeschreven aan de hertog zelf, maar daar is men ondertussen van afgestapt.
Zijn stijl toont een verband met de schilderstijl van de Vlaamse Primitieven en sommige kunsthistorici menen vooral de invloed van Robert Campin alias de Meester van Flémalle in zijn werk te ontdekken. Anderen zien in zijn werk dan weer de invloed van Jan van Eyck en soms worden er familiebanden met de Gebroeders van Eyck gesuggereerd hoewel hiervan niets kan aangetoond worden. 
Zijn interesse voor lichtinval, clair-obscur en de weergave van schaduwen is typerend voor de meester. Zijn personages zijn gedrongen maar krachtig gebouwd en realistisch in hun houdingen en handelen, karakteristiek is de zijdelingse blik die zeer frequent voorkomt. Hij is een meester in de weergave van de textuur van stoffen en materialen. Zijn stijl is dus zeer zeker verwant met die van de Vlaamse Primitieven, maar hij is ook nog door anderen beïnvloed. Van de Zwitserse schilder Konrad Witz bijvoorbeeld heeft Barthélemy het afbeelden van de plooien in de kleding overgenomen. Barthélemy is de eerste miniaturist die zijn miniaturen spreidt over twee tegenover elkaar liggende pagina’s, wat een doorbraak betekende in de boekverluchting. Met het aan hem toegewezen werk wordt hij alleszins beschouwd als een van de grote kunstenaars van de 15e eeuw.

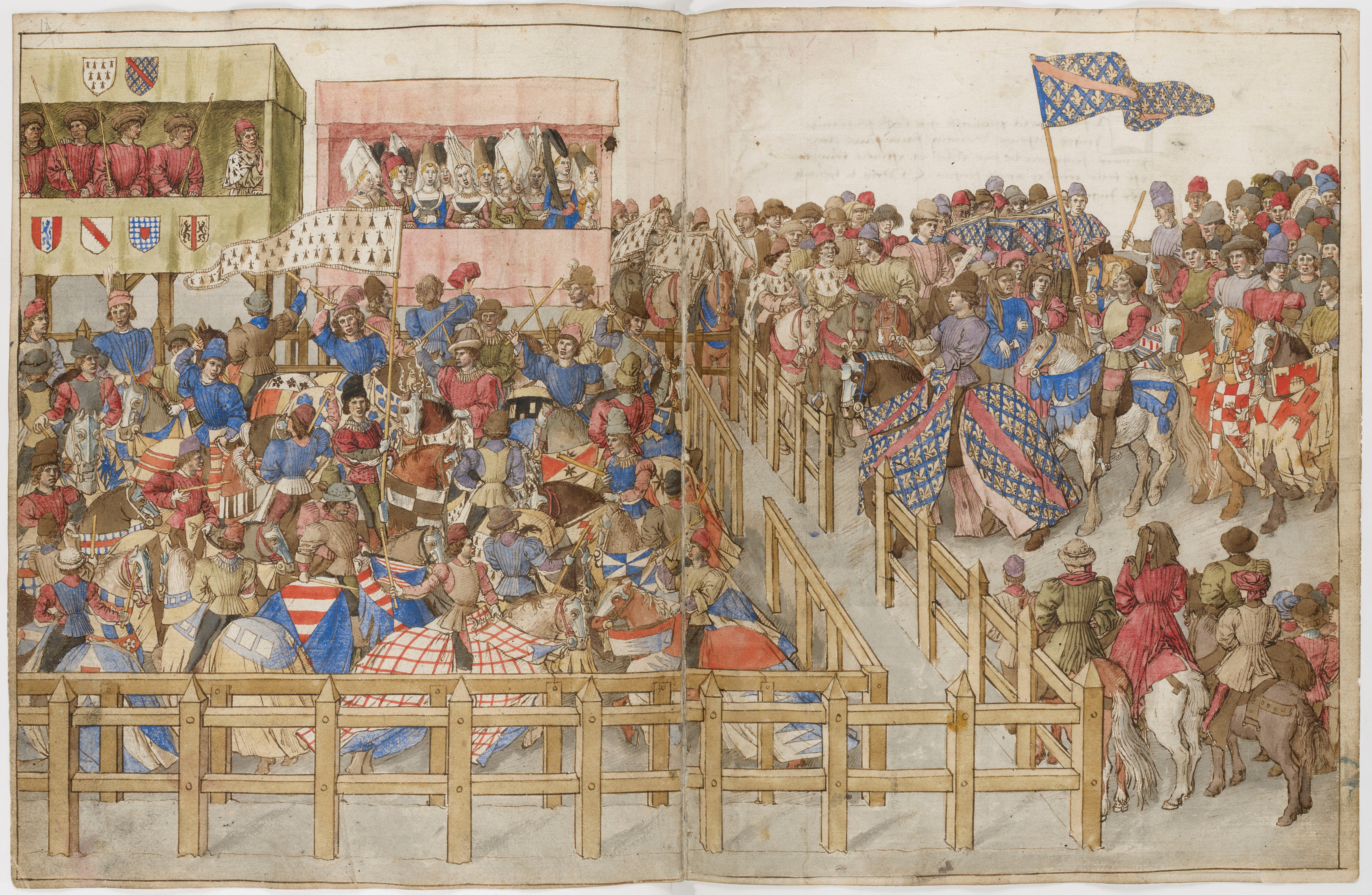
Le serment des tournoyeurs uit het Livre des tournois, ca. 1460.

## Werken

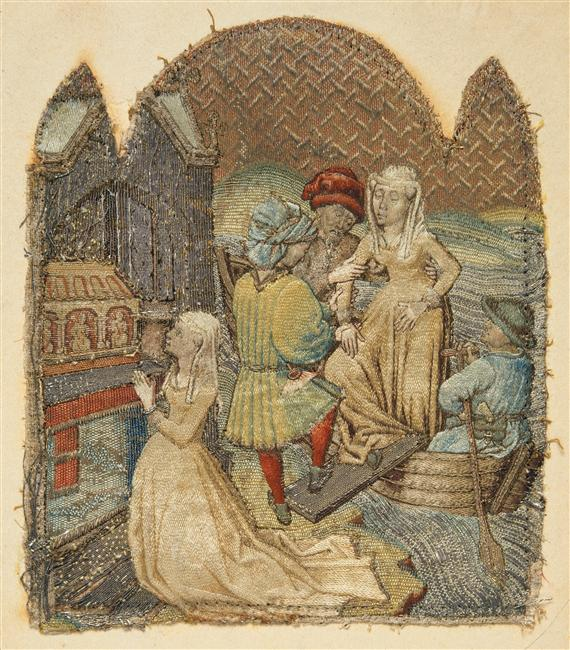
De genezing van een blinde vrouw, (borduurwerk), Serie van de Mirakelen van Sint Maarten, Musée de Cluny, Parijs

Het werk van Barthélemy wordt dikwijls onderverdeeld in een ‘vroege’ en een ‘rijpere’ periode waarin hij zijn meesterwerken in de boekverluchting realiseerde, de scheidingslijn wordt dan op 1450 gelegd. De bijzonderste werken uit beide periodes worden hierna kort besproken.
Naast de hierna besproken schilderijen en miniaturen zou Barthélemy van Eyck ook nog kartons voor borduurwerk hebben gemaakt, zoals een serie van werken over het leven van Sint Maarten die waarschijnlijk werden gemaakt ter gelegenheid van het huwelijk van de dochter van René d’Anjou, Marguerite, met Hendrik VI van Engeland op 23 april 1445. Vier van de borduurwerken uit deze serie zijn bewaard gebleven, waarvan één in het Musée national du Moyen Âge in Parijs.
Hij zou ook modellen gemaakt hebben voor muurschilderingen die vroeger de wanden van de grote zaal van het Kasteel van Saumur versierden en bestonden uit taferelen uit tournooien.

## Aan Barthélemy van Eyck toegewezen ‘jongere’ werken

### Egerton getijdenboek
In een getijdenboek van René d’Anjou, nu bewaard in de British Library in Londen als Egerton MS.1070, werden vijf miniaturen later toegevoegd. Volgens Otto Pächt werden deze miniaturen aan het getijdenboek toegevoegd in Dijon tijdens de gevangenschap van René bij Filips de Goede in 1435-1436, omwille van de symboliek van de miniaturen die naar de onfortuinlijke situatie van René verwijzen. Anderen achten een latere toevoeging, na het Napelse debacle van René, evengoed mogelijk. Deze miniaturen horen tot het vroegste werk van de meester.

### De Heilige Familie voor een schoorsteen
Dit schilderij in tempera op doek werd omstreeks 1435 geschilderd en bevindt zich nu in de kathedraal van Notre-Dame-de-l'Annonciation in Puy-en-Velay maar werd geschilderd voor het klooster van de clarissen. Het klooster in Puy werd in 1432 gesticht door de heilige Coletta. Het is waarschijnlijk ter gelegenheid van de stichting dat het doek besteld werd. Het doek werd toegeschreven aan Robert Campin met Rogier van der Weyden. Reynaud ziet in het werk de typische kenmerken van Barthélemy van Eyck, zoals de Madonna die zijdelings naar het boek kijkt dat door een engel wordt open gehouden en de typische rechte gebroken plooien in de gewaden, die bij Campin en zijn opvolgers niet zijn terug te vinden.

### Cockerell kroniek
Het gaat over negen folia verspreid over diverse musea die gekopieerd zijn van een werk van de kunstschilder en miniaturist Leonardo da Besozzo die driehonderd personen schilderde in een werkje dat hij Uomini famosi noemde. Leonardo da Besozzo kopieerde de afbeeldingen van de (nu verdwenen) fresco’s van de hand van Masolino da Panicale en Paolo Uccello in de Sala Theatri (toneelzaal) van het paleis op de Monte Giordano van kardinaal Giordano Orsini (gestorven in 1438). 
Acht van deze folia van ‘beroemde mannen’ waren afkomstig uit de verzameling van Sir Sydney Cockerell, vanwaar de naam. Deze tekeningen zouden gemaakt zijn omstreeks 1438-1442. De attributie ervan is nog steeds geen uitgemaakte zaak. De Franse vormen die voorkomen in sommige van de Latijnse namen die elke figuur benoemen, bijvoorbeeld Hesquiles in plaats van Heschiles) wijzen op een Franse of Franstalige auteur. Op basis van de stijlelementen van de afgebeelde personages en vergelijkingen met andere werken, onder meer de Morgan getijden, kwam Nicole Reynaud tot het besluit dat deze tekeningen het werk zouden zijn van Barthélemy van Eyck.

### Morgan getijdenboek
Een ander getijdenboek waaraan Barthélemy aan meewerkte ontstond omstreeks ca. 1445 en werd verlucht in samenwerking met Enguerrand Quarton. Het handschrift wordt de Morgan getijden genoemd naar zijn huidige eigenaar, de Pierpont Morgan Library in New York waar het bewaard wordt als M358. 
De beide kunstenaars, Enguerrand Quarton en Barhélemy van Eyck, moeten elkaar gekend hebben want ze getuigden samen in een commerciële overeenkomst in 1444. Quarton was afkomstig van Picardië en kende het werk van de vroege Vlaamse primitieven. Zeven miniaturen en de 24 medaillons in de kalender worden toegeschreven aan Barthélemy, hij schilderde ook de margeversiering met drolerieën. Het was François Avril die voor het eerst dit werk toeschreef aan Barthélemy van Eyck.

### Toevoegingen aan deTrès Riches Heures du duc de Berry
De Italiaanse kunsthistoricus Luciano Bellosi poneerde in 1975 de stelling dat een aantal van de kalenderbladen in de Très Riches heures du duc de Berry onmogelijk van de hand van de gebroeders Van Limburg konden zijn op basis van de kleding van de afgebeelde personen die pas voorkwam omstreeks het midden van de 15e eeuw. In tegenstelling tot wat men vroeger dacht wordt nu vrij algemeen aanvaard dat de Limburgs de maanden januari, februari, maart (gedeeltelijk), april, mei, juni (gedeeltelijk), augustus en december (gedeeltelijk) schilderden maar dat de maanden maart, juni, juli, september, oktober en december werden geschilderd of afgewerkt omstreeks het midden van de 15e eeuw. Er is een vrij algemene consensus over de stelling van Belossi, maar de kunsthistorici zijn het evenwel niet eens over wie deze schilder dan wel zou zijn. Sommigen pleiten voor Barthélemy van Eyck op basis van de stijlkenmerken en omwille van het gebruik van schaduwen. Het december tafereel is voor Reynaud zo goed als een handtekening van Barthélemy. Anderen zijn veel minder overtuigd dat dit het werk van Barthélemy van Eyck zou zijn.

### De Annunciatietriptiek van Aix
De ontstaansgeschiedenis van dit werk is bekend, dankzij het testament van 9 december 1442 van Pierre Corpici, een lakenwever. Men weet dat het retabel besteld werd voor zijn altaar in de kathedraal van de Heilige Verlosser (Saint-Sauveur) in Aix-en-Provence. Hij liet 100 florijnen na voor de oprichting van het altaar en het schilderen van het retabel en als er geld overbleef moest dat besteed worden aan de verdere versiering van het altaar met altaarkleden en dergelijke. Het werk werd in de kathedraal geplaatst op de feestdag van de Annunciatie in 1444. Het document vermeldt echter nergens de naam van de schilder. De Belgische kunsthistoricus Georges Hulin de Loo schreef het werk toe aan een schilder in de Eyckiaanse traditie, gevormd in Vlaanderen en beïnvloed door Konrad Witz, en hij gaf hem de noodnaam de 'Meester van de Annunciatie van Aix'. Tegenwoordig zijn de kunsthistorici nagenoeg unaniem in de toeschrijving van dit werk aan Barthélemy van Eyck.
Het centrale paneel dat zich nu in de Madeleine-kerk van Aix-en-Provence bevindt, toont de boodschap van de engel Gabriël aan Maria. Het tafereel is gesitueerd in een kerkgebouw en in de achtergrond zijn mensen te zien die een dienst in de kerk bijwonen. Op het linkerpaneel dat zich nu in het Museum Boijmans Van Beuningen bevindt, ziet men aan de vroegere binnenzijde de profeet Jesaja en op de buitenzijde Maria Magdalena. Op de rechterzijde, nu in het Museum van Schone Kunsten in Brussel is op de binnenzijde Jeremia afgebeeld en op de buitenzijde Christus met kruisstaf. Als de panelen gesloten waren vormden ze samen het Noli me tangere. Het was Georges Hulin de Loo die het werk in 1922 toen het op de kunstmarkt werd aangeboden, herkende als een deel van de Tritiek van de Annunciatie van Aix en de museumdirectie aanbeval het werk te kopen. Het predella of voetstuk van het retabel is verloren gegaan.

### Christus aan het kruis
Dit paneeltje (25 x 17,5 cm) is een fragment van een groter paneel en wordt gedateerd op 1444. Het is misschien afkomstig uit een predella en werd afgezaagd ter hoogte van de handen en de voeten van Christus. De damasten achtergrond was zeer gebruikelijk in de Provençaalse schilderkunst van die tijd. Het paneeltje wordt toegeschreven aan Barthélemy van Eyck omwille van de stijlkarakteristieken. Het werk wordt actueel bewaard in het Louvre.

### Afbeeldingen van werken uit de vroege periode

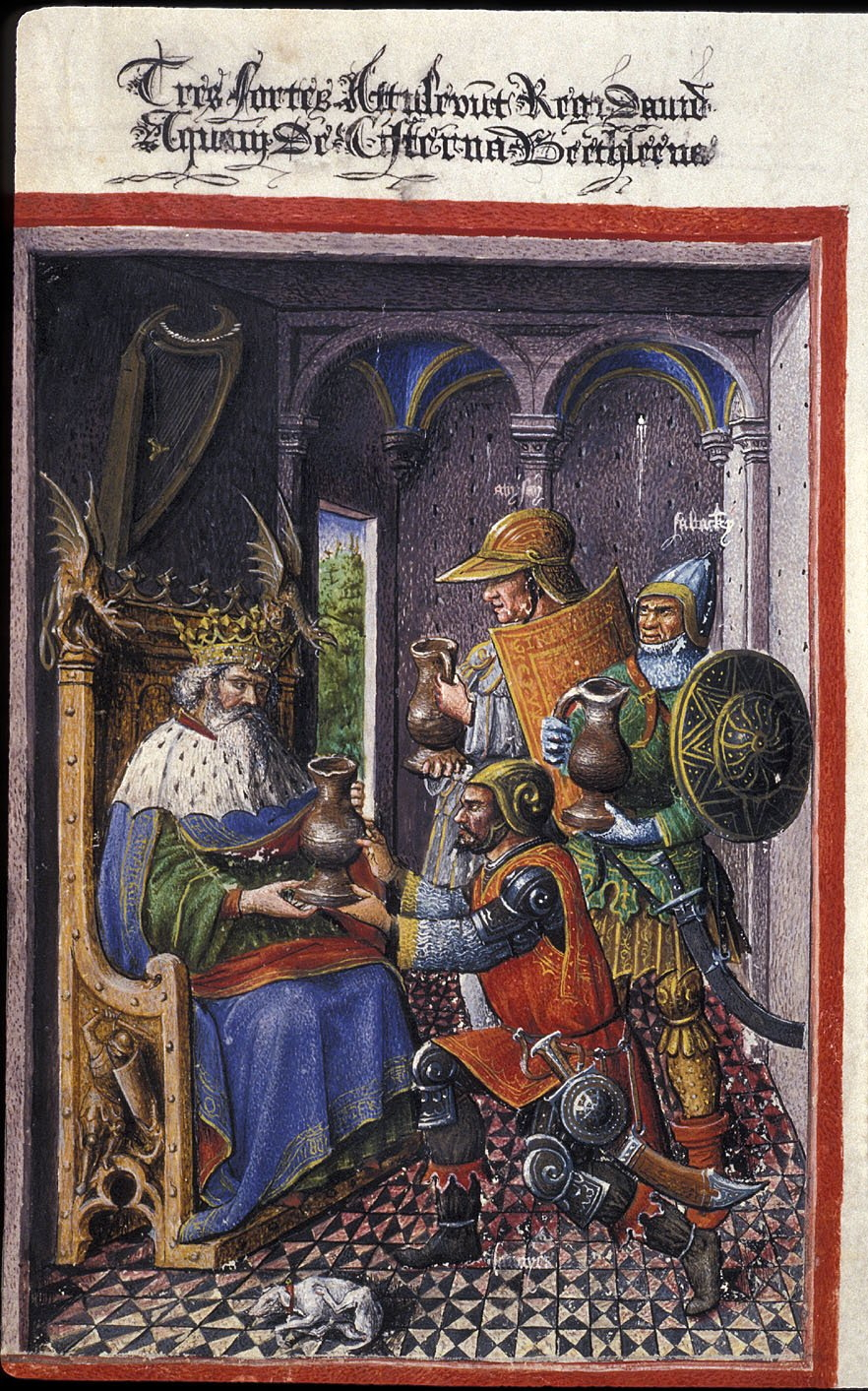
Egerton getijdenboek, drie ridders brengen David water uit de bron van Bethlehem.
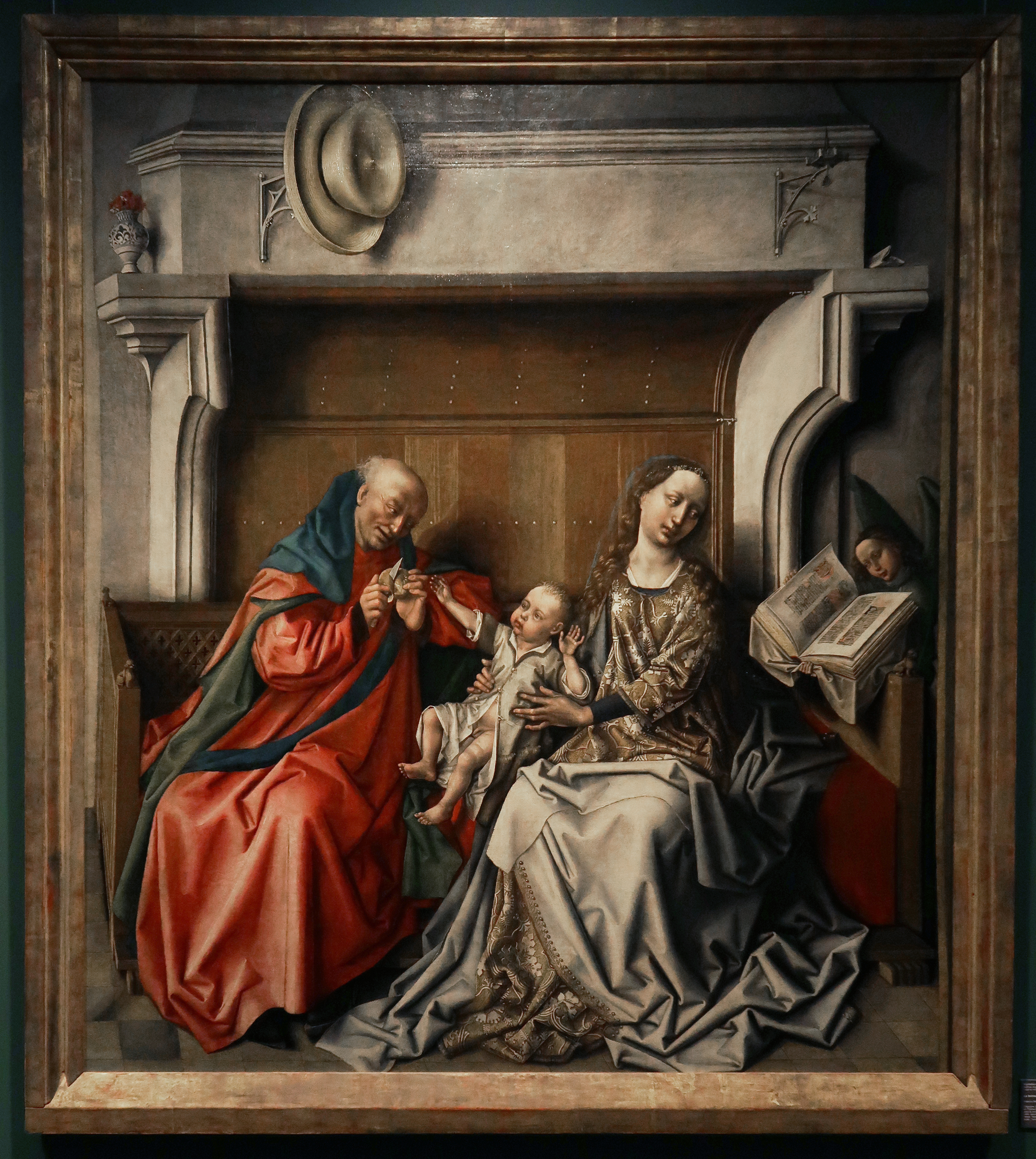
Heilige familie van Puy
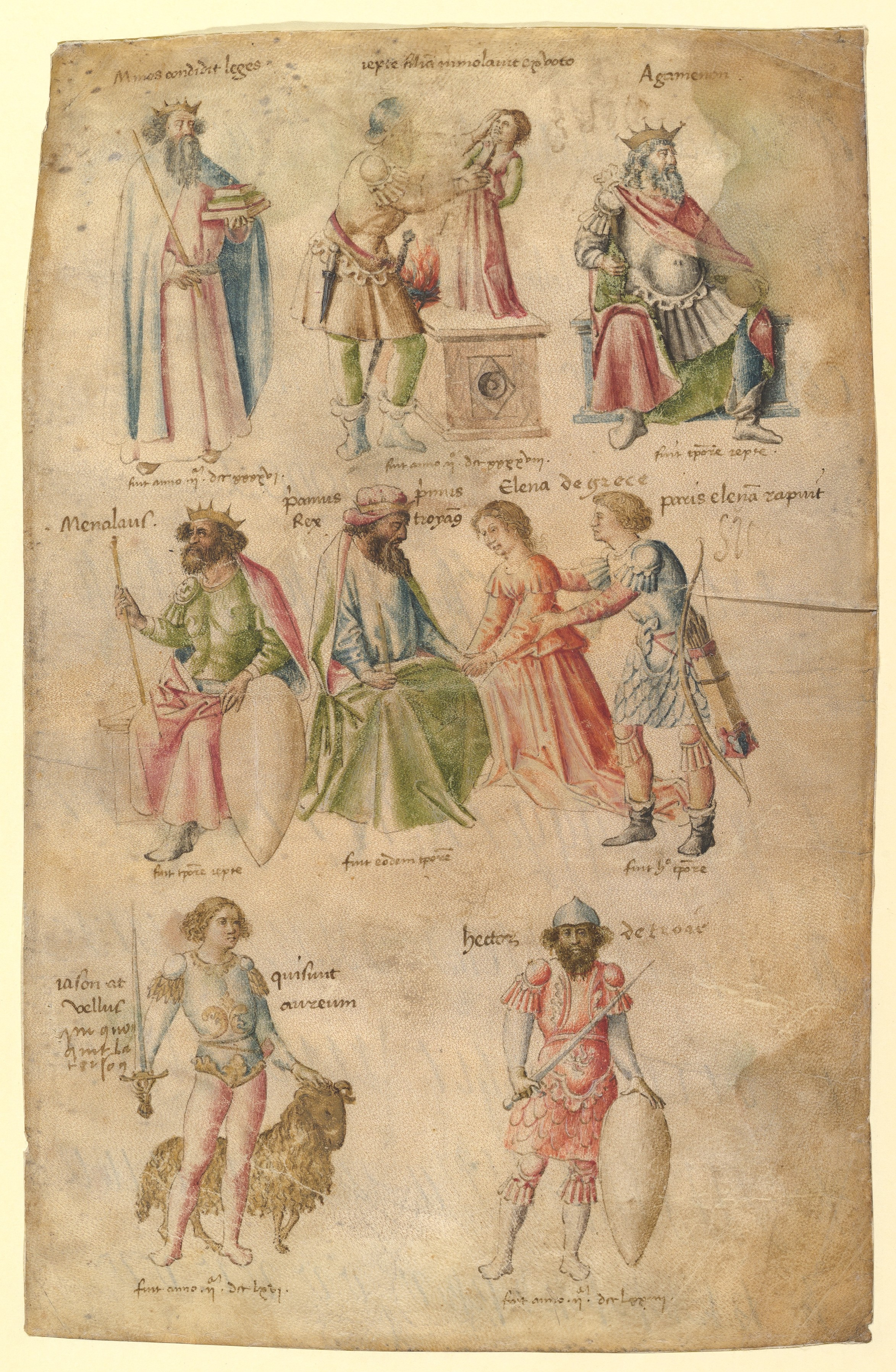
Cockerell kroniek, Koning Minos, het offer van Jefta, Agamemnon, Menelaüs, Paris stelt Helena voor aan Priamus, Jason met het Gulden vlies en Hector.
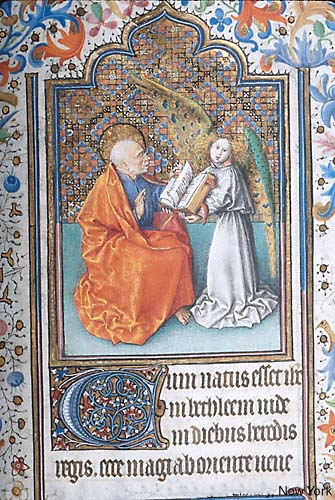
Morgan getijdenboek, Matteus de evangelist
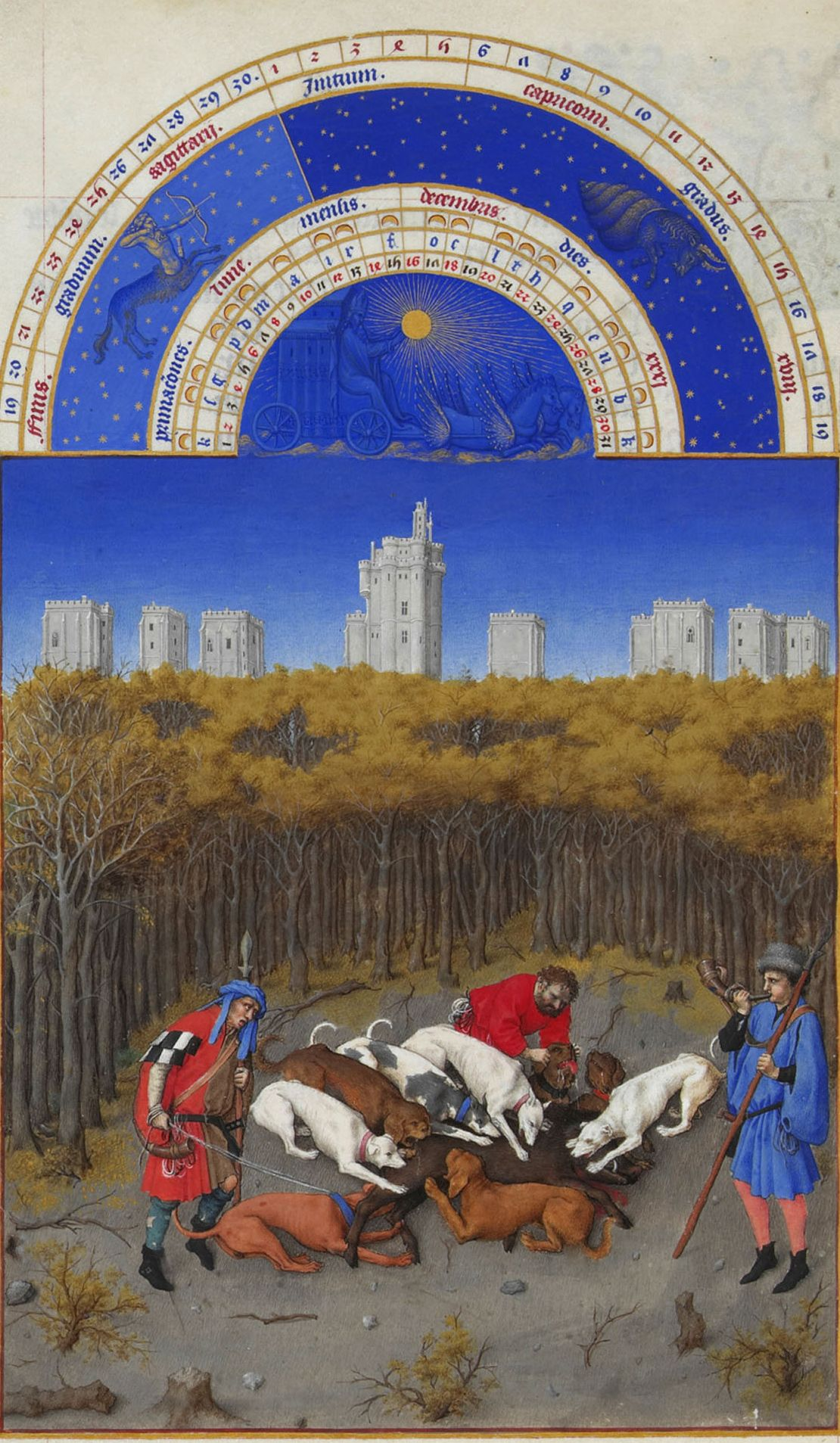
Les Très Riches Heures, kalenderplaat van de maand december.
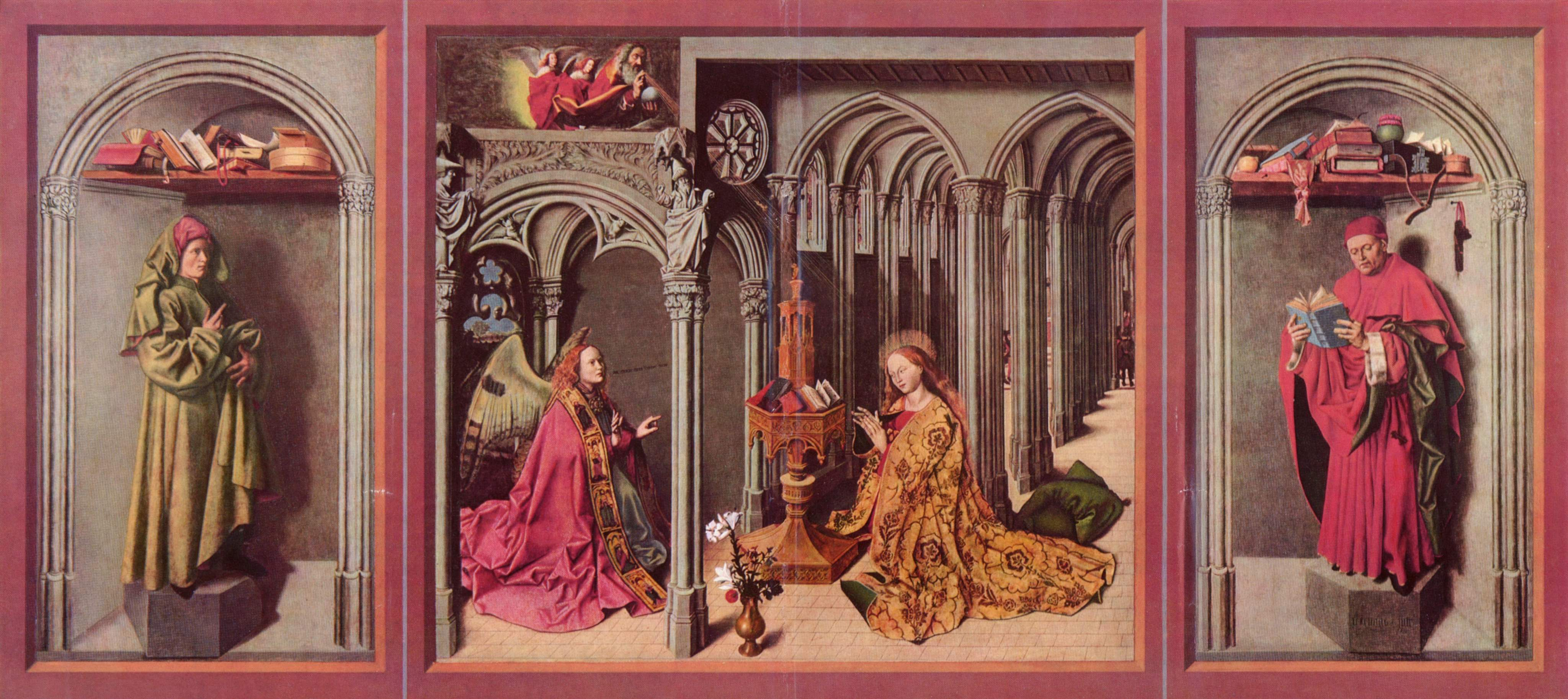
De Annunciatietriptiek van Aix
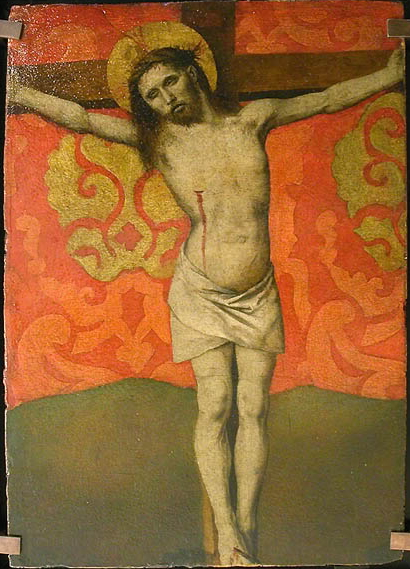
Christus aan het kruis, Louvre.

## Aan Barthélemy van Eyck toegewezen ‘rijpere’ werken

### Le mortifiement de vaine plaisance
De Mortifiement de vaine plaisance is een tekst geschreven door René d’Anjou in 1455. In dit morele traktaat met allegorische figuren beschrijft René de dialoog tussen het aardse, ijdele hart en de devote, verliefde ziel. De auteur gaf zelf richtlijnen voor de verluchting, maar het door Barthélemy verluchte handschrift is verloren gegaan. Drie kopieën van het handschrift werden verlucht in Vlaanderen waarvan één door Jan Tavernier voor Filips de Goede. In de bibliotheek van Metz worden vijf miniaturen bewaard die worden toegeschreven aan Jean Colombe maar waarin François Avril een ontwerp van Barthélemy van Eyck meende te herkennen.

### Le livre du coeur d’amour épris
Dit boek geschreven door René d’Anjou in 1457 is een droomallegorie in de traditie van de Roman de la rose. Zoals in dit werk zijn alle personages in het verhaal allegorische figuren, maar in tegenstelling tot de rozenroman loopt het in dit werk slecht af en neemt de ongelukkige ridder Coeur zijn intrek in het Hospital d’Amour. De eerste verluchte versie van het boek werd kort na het schrijven begonnen (1458-1460) maar raakte nooit afgewerkt. In de afgewerkte miniaturen toont Barthélemy zijn meesterschap in het weergeven van lichteffecten en het aanpassen van de kleuren aan de lichtinval. Smeyers noemt dit boek een hoogtepunt in de geschiedenis van de West-Europese boekverluchting en het onbetwistbaar meesterwerk van Barthélemy van Eyck. Het manuscript wordt nu bewaard in de Österreichische Nationalbibliothek als Ms. 2597.

### Le livre des tournois
Le Livre des tournois is eveneens een werk van René d’Anjou van omstreeks 1460. Het originele exemplaar van het handschrift wordt bewaard in de BnF onder de signatuur Français 2695. Het handschrift legt uit hoe een ideaal riddertoernooi moet verlopen, aan de hand van een fictief toernooi tussen de hertog van Bretagne als uitdager (appelant) en de hertog van Bourbon als verdediger (défendant). Het handschrift wordt toegewezen aan Barthélemy van Eyck. De miniaturen in dit handschrift zijn uitgevoerd in bruine inkt op papier en ingekleurd met aquarel, ze beslaan dikwijls een dubbele bladzijde. Het kleurenpalet is beperkt maar de schilder creëerde meerdere tonaliteiten door de verf te verdunnen of dunne lagen van verschillende kleuren over elkaar te plaatsen. De miniaturen volgen de tekst van zeer nabij en illustreren de nauwe samenwerking tussen de artiest en zijn opdrachtgever. De toewijzing aan Barthélemy van Eyck is ook hier gebaseerd op stijlkenmerken zoals het type van figuren, het gebruik van schaduwpartijen en van clair-obscur. Ook de imaginaire heraldische wapens herinneren aan de wapens in gebruik in de Nederlanden en wijzen dus in de richting van Barthélemy.

### Théséide
Barthélemy van Eyck zou ook deze Franse vertaling van een werk van Boccaccio verlucht hebben in samenwerking met de Meester van Juvenal des Ursins. Het manuscript bevindt zich ook in de Österreichische Nationalbibliothek als Cod. 2617. Het bevat slechts 16 miniaturen waarvan er zeven worden toegeschreven aan Barthélemy van Eyck.